# August Ludwig Mensching
August Ludwig Mensching (auch: Augustus Ludovicus Mensching sowie Ludewig Mensching; * getauft 15. Januar 1753 in Boizenburg; † 23. August 1804 in Nienburg an der Weser) war ein deutscher Arzt und hannoverscher Hofmedicus.

## Leben
August Ludwig Mensching war ein Bruder des späteren Hofmedicus Johann Heinrich Mensching und wurde zur Zeit des Kurfürstentums Braunschweig-Lüneburg während der Personalunion zwischen Großbritannien und Hannover im Jahr 1753 geboren. Über seinen Lebensweg ist nur wenig bekannt.
1777 wirkte Mensching als Respondent an der Georg-August-Universität in Göttingen für eine medizinische Dissertation von Ernst Ludwig Baldinger.
In Hannover wirkte Mensching schließlich als königlicher und kurfürstlicher Hofmedikus. Am 18. September 1797 verfasste er einen Brief an den Direktor des Georgianum Johann Georg Heinrich Feder, in dem er die Gründung einer naturhistorischen Lesegesellschaft und den Aufbau einer hierfür geeigneten naturwissenschaftlichen Bibliothek anregte. Kaum drei Monate später wurde am 11. Dezember 1797 im „Westernacher'schen Gartenhaus“, dem Vergnügungslokal Vauxhall, die dann Naturhistorische Gesellschaft Hannover (NHG) genannte Vereinigung gegründet. Zum ersten Direktor wurde Mensching gewählt. Noch am Gründungstag unterzeichnete Mensching als Direktor und mit ihm Gottlieb Franz Münter als erster Sekretär der Gesellschaft beispielsweise die Ernennung des in den Herrenhäuser Gärten tätigen Gartenmeisters Johann Christoph Wendland zum ordentlichen Mitglied der NHG. Die Urkunde aus der vormaligen Königlichen Gartenbibliothek Herrenhausen findet sich heute in der Gottfried Wilhelm Leibniz Bibliothek – Niedersächsische Landesbibliothek und zählt zum Kulturerbe Niedersachsens.
Im ersten Adressbuch der Stadt Hannover für das Jahr 1798 war „Ludewig Mensching“ als Hofmedicus mit Wohn- und Arbeitsstätte am Neuen Weg der Altstadt verortet.

## Schriften (Auswahl)
- Ernst Ludwig Baldinger, August Ludov Mensching: De Regvlis Generalioribvs In Morborvm Cvrationibvs Vbique Observandis. Ex Decreto Medicorvm Ordinis Praeside Ern. Godofr. Baldinger ... Pro Gradv Doctoris Medicinae D. XXIX. Martii. MDCCLXXVII. Dispvtabit Avgvst. Lvdov. Mensching, Megapolitanvs, Goettingae, Typis Joann. Christian. Dieterich, [1777]; Digitalisat der Staats- und Universitätsbibliothek Göttingen (SUB)

## Menschingstraße
Die 1924 im Stadtteil Bult angelegte Menschingstraße in Hannover, die vom Robert-Koch-Platz zur Lindemannallee führt, soll laut dem Adressbuch der Stadt Hannover von 1930 „nach einer alten hannoverschen Familie“ benannt sein. Genauer war sie wohl entweder nach dem Geheimen Sanitätsrat und Direktor des Friederikenstiftes Ernst Georg Moritz Hermann Mensching benannt oder – nach Hinrich Hesse – nach dem Hofmedikus Ludwig Mensching.